# Andreas Rahm

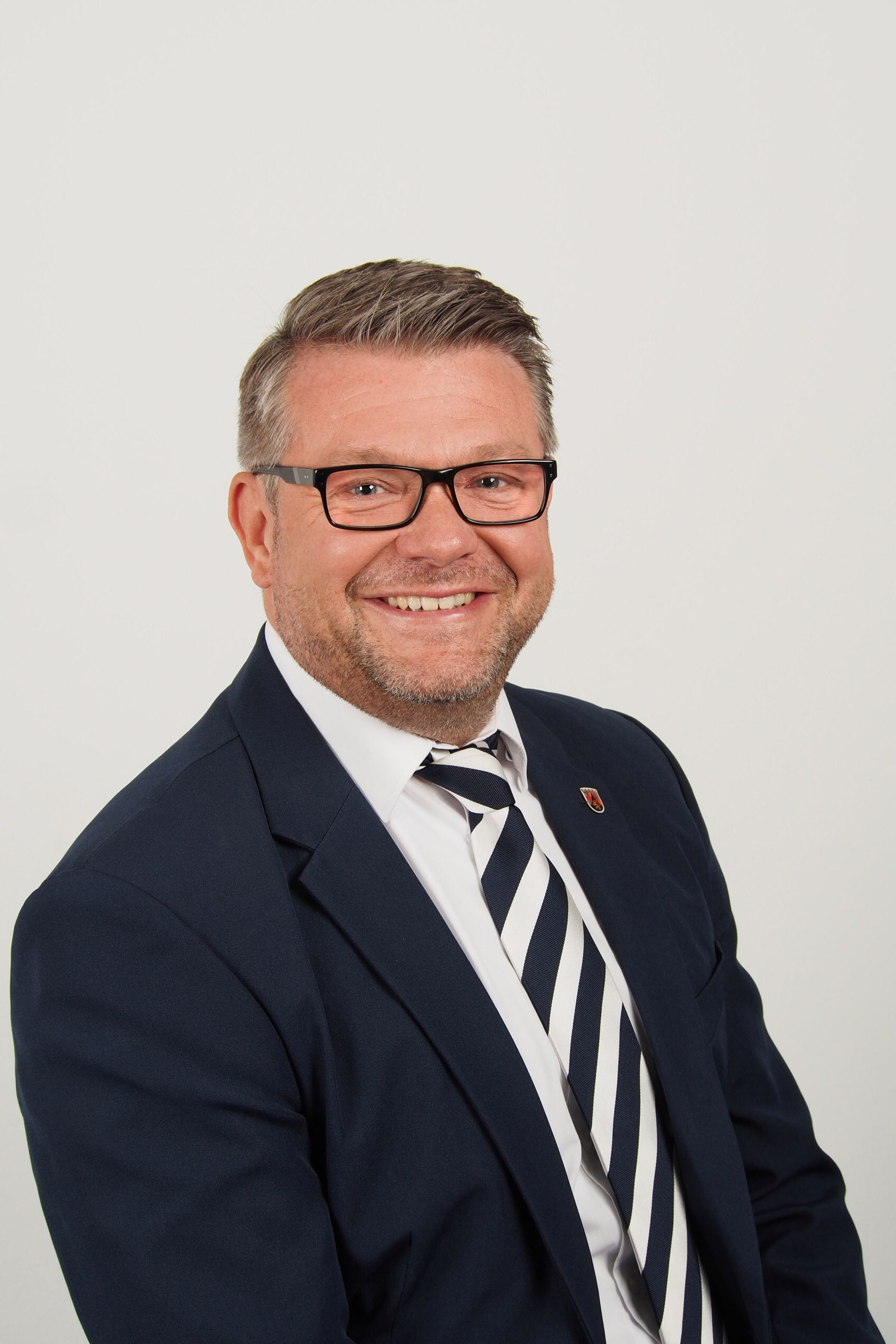
Andreas Rahm

Andreas Rahm (* 27. Januar 1967 in Kaiserslautern) ist ein deutscher Politiker (SPD) und seit 2016 Abgeordneter im Landtag Rheinland-Pfalz.

## Biografie
Andreas Rahm absolvierte von 1983 bis 1986 eine Ausbildung zum Bankkaufmann und von 1991 bis 1993 die Weiterbildung zum Sparkassenfachwirt. Bis zum Eintritt in den Landtag 2016 arbeitete er als Geschäftsstellenleiter der Sparkasse Kaiserslautern-Erfenbach.
Er ist verheiratet und hat zwei Kinder.

## Partei und Politik
Rahm gehört der SPD seit 1989 an. Von 2001 bis 2004 war er Ortsvorsteher des Stadtteils Erzhütten-Wiesenthalerhof, dessen Ortsbeirat er bereits seit 1991 angehörte. Seit 2004 ist Andreas Rahm Mitglied im Kaiserslauterer Stadtrat. Von 2007 bis 2022 war er Vorsitzender der SPD-Fraktion. Bei den Landtagswahlen in Rheinland-Pfalz 2016 und 2021 gewann Rahm das Direktmandat im Wahlkreis Kaiserslautern I. Im Landtag ist er Vorsitzender des Ausschusses für Wirtschaft und Verkehr, Mitglied im Umwelt-Ausschuss, Mitglied im Kulturausschuss und stellvertretendes Mitglied im Innenausschuss.
Des Weiteren ist er Mitglied bei Ver.di, in verschiedenen Stiftungen, Aufsichtsräten und Vereinen.